# Brisbane International 2024
Il Brisbane International 2024 è stato un torneo di tennis professionistico che si è giocato su campi di cemento all'aperto. È stata la 13ª edizione del torneo facente parte della categoria ATP Tour 250 nell'ambito dell'ATP Tour 2024 e della categoria WTA 500 nell'ambito del WTA Tour 2024. Si è disputato al Queensland Tennis Centre di Brisbane, in Australia, dal 31 dicembre 2023 al 7 gennaio 2024.

## Partecipanti singolare ATP

### Teste di serie
| Nazionalità | Giocatore               | Ranking* | Testa di serie |
| ----------- | ----------------------- | -------- | -------------- |
| Danimarca   | Holger Rune             | 8        | 1              |
| Bulgaria    | Grigor Dimitrov         | 14       | 2              |
| Stati Uniti | Ben Shelton             | 17       | 3              |
| Francia     | Ugo Humbert             | 20       | 4              |
| Stati Uniti | Sebastian Korda         | 24       | 5              |
| Argentina   | Sebastián Báez          | 28       | 6              |
| Argentina   | Tomás Martín Etcheverry | 30       | 7              |
|             | Aslan Karacev           | 35       | 8              |

* Ranking al 25 dicembre 2023.

### Altri partecipanti
I seguenti giocatori hanno ricevuto una wildcard per il tabellone principale:
- Rinky Hijikata
- Jason Kubler
- Rafael Nadal

Il seguente giocatore è entrato in tabellone attraverso il programma Next Gen per giocatori under 20 e con ranking in top 250:
- Luca Van Assche

I seguenti giocatori sono entrati in tabellone passando dalle qualificazioni:

- Tomáš Macháč
- James Duckworth
- Li Tu
- Alex Michelsen
- Dominic Thiem
- Lukáš Klein

### Ritiri
Prima del torneo
- Marcos Giron → sostituito da  Christopher O'Connell
- Yoshihito Nishioka → sostituito da  Aleksandar Vukic
- Reilly Opelka → sostituito da  Thanasi Kokkinakis

## Partecipanti doppio ATP

### Teste di serie
| Nazionalità | Giocatore         | Nazionalità | Giocatore            | Ranking* | Testa di serie |
| ----------- | ----------------- | ----------- | -------------------- | -------- | -------------- |
| Germania    | Kevin Krawietz    | Germania    | Tim Pütz             | 45       | 1              |
| Regno Unito | Lloyd Glasspool   | Paesi Bassi | Jean-Julien Rojer    | 49       | 2              |
| Stati Uniti | Nathaniel Lammons | Stati Uniti | Jackson Withrow      | 49       | 3              |
| Australia   | Rinky Hijikata    | Australia   | Jason Kubler         | 53       | 4              |
| Croazia     | Nikola Mektić     | Monaco      | Hugo Nys             | 58       | 5              |
| Finlandia   | Harri Heliövaara  | Australia   | John Peers           | 68       | 6              |
| Ecuador     | Gonzalo Escobar   | Kazakistan  | Oleksandr Nedovjesov | 96       | 7              |
| India       | Yuki Bhambri      | Paesi Bassi | Robin Haase          | 103      | 8              |

* Ranking al 25 dicembre 2023.

### Altri partecipanti
Le seguenti coppie di giocatori hanno ricevuto una wildcard per il tabellone principale:
- James Duckworth /  Christopher O'Connell
- Marc López /  Rafael Nadal

La seguente coppia di giocatori è entrata in tabellone usando il ranking protetto:
- Marcus Daniell /  Michael Venus

La seguente coppia di giocatori è entrata in tabellone come alternate:
- Sebastián Báez /  Francisco Comesaña

### Ritiri
Prima del torneo
- Máximo González /  Andrés Molteni → sostituiti da  Sebastián Báez /  Francisco Comesaña

## Partecipanti singolare WTA

### Teste di serie
| Nazionalità | Giocatore              | Ranking* | Testa di serie |
| ----------- | ---------------------- | -------- | -------------- |
|             | Aryna Sabalenka        | 2        | 1              |
| Kazakistan  | Elena Rybakina         | 4        | 2              |
| Lettonia    | Jeļena Ostapenko       | 13       | 3              |
|             | Ljudmila Samsonova     | 16       | 4              |
|             | Dar'ja Kasatkina       | 18       | 5              |
|             | Veronika Kudermetova   | 19       | 6              |
|             | Ekaterina Aleksandrova | 21       | 7              |
|             | Viktoryja Azaranka     | 22       | 8              |
| Polonia     | Magda Linette          | 24       | 9              |
| Romania     | Sorana Cîrstea         | 26       | 10             |
|             | Anastasija Potapova    | 27       | 11             |
| Ucraina     | Anhelina Kalinina      | 28       | 12             |
| Belgio      | Elise Mertens          | 29       | 13             |
| Stati Uniti | Sofia Kenin            | 33       | 14             |
| Cina        | Zhu Lin                | 37       | 15             |
| Rep. Ceca   | Karolína Plíšková      | 38       | 16             |

* Ranking al 25 dicembre 2023.

### Altri partecipanti
I seguenti giocatori hanno ricevuto una wildcard per il tabellone principale:
- Kimberly Birrell
- Naomi Ōsaka
- Arina Rodionova
- Daria Saville

I seguenti giocatori sono entrati in tabellone passando dalle qualificazioni:

- Tímea Babos
- Hailey Baptiste
- Olivia Gadecki
- Julia Riera
- Zeynep Sönmez
- Dajana Jastrems'ka

### Ritiri
Prima del torneo
- Irina-Camelia Begu → sostituita da  Ashlyn Krueger
- Madison Keys → sostituita da  Diana Šnaider
- Karolína Muchová → sostituita da  Tamara Korpatsch
- Nadia Podoroska → sostituita da  Cristina Bucșa

## Partecipanti doppio WTA

### Teste di serie
| Nazionalità   | Giocatore            | Nazionalità | Giocatore          | Ranking* | Testa di serie |
| ------------- | -------------------- | ----------- | ------------------ | -------- | -------------- |
| Taipei cinese | Hsieh Su-wei         | Belgio      | Elise Mertens      | 8        | 1              |
| Taipei cinese | Chan Hao-ching       | Messico     | Giuliana Olmos     | 46       | 2              |
| Giappone      | Miyu Katō            | Indonesia   | Aldila Sutjiadi    | 53       | 3              |
| Brasile       | Ingrid Martins       | Brasile     | Luisa Stefani      | 66       | 4              |
| Ucraina       | Ljudmyla Kičenok     | Lettonia    | Jeļena Ostapenko   | 70       | 5              |
|               | Veronika Kudermetova |             | Ljudmila Samsonova | 71       | 6              |
| Ungheria      | Tímea Babos          | Ucraina     | Marta Kostjuk      | 94       | 7              |
| Giappone      | Eri Hozumi           | Giappone    | Makoto Ninomiya    | 99       | 8              |

* Ranking al 25 dicembre 2023.

### Altri partecipanti
Le seguenti coppie di giocatori hanno ricevuto una wildcard per il tabellone principale:
- Talia Gibson /  Priscilla Hon
- Dar'ja Kasatkina /  Daria Saville

La seguente coppia di giocatrici è entrata in tabellone come alternate:
- Linda Nosková /  Diana Šnajder

### Ritiri
Prima del torneo
- Ingrid Martins /  Luisa Stefani → sostituite da  Linda Nosková /  Diana Šnajder

## Punti
| Evento              | V   | F   | SF  | QF  | 3T   | 2T | 1T | Q    | Q2   | Q1   |
| Singolare maschile  | 250 | 165 | 100 | 50  | N.D. | 25 | 0  | 13   | 7    | 0    |
| Doppio maschile     | 250 | 150 | 90  | 45  | N.D. | 20 | 0  | N.D. | N.D. | N.D. |
| Singolare femminile | 500 | 325 | 195 | 108 | 32   | 60 | 1  | 25   | 13   | 1    |
| Doppio femminile    | 500 | 325 | 195 | 108 | N.D. | 60 | 1  | N.D. | N.D. | N.D. |

## Montepremi
| Evento              | V        | F        | SF      | QF      | 3T      | 2T      | 1T      | Q2      | Q1     |
| Singolare maschile  | 95 340$  | 55 665$  | 32 800$ | 18 700$ | N.D.    | 11 000$ | 6 640$  | 3 600$  | 2 000$ |
| Doppio maschile*    | 34 600$  | 18 000$  | 9 500$  | 5 310$  | N.D.    | 2 900$  | 1 620$  | N.D.    | N.D.   |
| Singolare femminile | 220 000$ | 135 000$ | 79 000$ | 38 000$ | 20 400$ | 14 000$ | 12 200$ | 10 300$ | 5 200$ |
| Doppio femminile*   | 73 000$  | 45 039$  | 26 100$ | 13 320$ | N.D.    | 10 518$ | 8 000$  | N.D.    | N.D.   |

*per team

## Campioni

### Singolare maschile
Grigor Dimitrov ha sconfitto in finale  Holger Rune con il punteggio di 7-6(5), 6-4.
• È il nono titolo in carriera per Dimitrov, il primo in stagione.

### Singolare femminile
Elena Rybakina ha sconfitto in finale  Aryna Sabalenka con il punteggio di 6-0, 6-3.
• È il sesto titolo in carriera per Rybakina, il primo in stagione.

### Doppio maschile
Lloyd Glasspool /  Jean-Julien Rojer hanno sconfitto in finale  Kevin Krawietz /  Tim Pütz con il punteggio di 7-6(3), 5-7, [12-10].

### Doppio femminile
Ljudmyla Kičenok /  Jeļena Ostapenko hanno sconfitto in finale  Greet Minnen /  Heather Watson con il punteggio di 7-5, 6-2.